# El Sheriff King
El Sheriff King és un personatge de ficció i una sèrie de còmic de l'oest. Es va editar per primera vegada l'any 1964 al número 1751 de la revista Pulgarcito, de l'editorial Bruguera. Amb guió de Victor Alcazar (pseudònim de Victor Mora) i dibuixos de Francisco Diaz. El Sheriff King, es va publicar fins a l'any 1980.

## Biografia de ficció
El Sheriff King és un home alt, moreno, prim, d'aparença seriosa i noble d'esperit. Malgrat viure en un ambient com el de l'oest, era reticent a fer servir la seva arma. A les seves aventures solia haver-hi un missatge positiu, i solia lluitar per causes justes, reivindicant el dèbil per sobre del més fort. Al Sheriff King, l'acompanyen els seus ajudants, Gordo i Dandy. D'altres persones amb les quals sol tenir una relació més o menys continuada son, Nepomuceno, que és un venedor ambulant de terrissa, la qual, no serveix per a gaire bé res. Els extravagants, Celacanthus Peef i la tia Abigail, una àvia, que fuma amb pipa, són alguns dels personatges que li posen un punt d'humor a les aventures del Sheriff.

## Trajectòria editorial
La primera historieta del Sheriff King es va publicar el 1964, en el número 1751 de la revista de còmics Pulgarcito, Amb guió de Victor Alcazar (pseudònim de Victor Mora) i amb dibuixos de Francisco Díaz. Era una sèrie de còmic de l'oest i realista.
La sèrie va ser guionitzada majoritàriament per Victor Mora, però Cassarel i Cremona també en varen signar algun episodi. Dels Dibuixos se'n va fer càrrec en un primer moment, Francisco Díaz Villagrasa i un altre dels qui varen fer més historietes va ser Torregrosa i d'una manera esporàdica Diaz Jr. i Garcia Quiros. La sèrie es va continuar editant fins a l'any 1980.

## Dades de Publicació
Publicacions on s'ha publicat el Personatge
| Publicació                  | Any de Publicació | Editorial                 | Format  | Enquadernació | Als números                                                   | Notes                                |
| --------------------------- | ----------------- | ------------------------- | ------- | ------------- | ------------------------------------------------------------- | ------------------------------------ |
| Pulgarcito                  | 1946-1981         | Editorial Bruguera, S. A. | Quadern | Grapa         | a 813 números                                                 | Es comença a publicar al número 1751 |
| Super Pulgarcito            | 1970              | Editorial Bruguera, S. A. | Quadern | Grapa         | 135                                                           |                                      |
| Grandes Aventuras Juveniles | 1985 - 1987       | Editorial Bruguera, S. A. | Quadern | Grapa         | 2,4,6,8,10,12,14,18,20,21,22,27,28,36,38,39,43,51,55,59,64,68 | 22 historietes, en números alterns.  |
| El sheriff King             | 2006 i 2009       | Ediciones B, S.A.         | Llibre  | Rusticà       | 1,2                                                           |                                      |

- L'any és el corresponent a l'edició del primer número de la publicació.